# Prosper Legludic
Prosper Legludic, né le 16 avril 1843 à Angers (Maine-et-Loire) et mort le 28 août 1904 à Sablé-sur-Sarthe (Sarthe), est un homme politique français.

## Biographie
Médecin, il s'installe à Sablé, dont il devient maire en 1880 jusqu'à son décès. Il est également président du conseil d'arrondissement. Il est député, inscrit au groupe de la Gauche radicale de 1885 à 1895. Il est élu au Sénat en mars 1895, dans une élection partielle faisant suite à la mort de Pierre Le Monnier, et  est réélu en janvier 1900 jusqu'à sa mort. Il y siège au sein de la Gauche démocratique et intervient sur les questions liées au monde rural et sur les problèmes de son département. Il a été membre du conseil supérieur de l'agriculture.

## Sources
- « Prosper Legludic », dans Adolphe Robert et Gaston Cougny, Dictionnaire des parlementaires français, Edgar Bourloton, 1889-1891 [détail de l’édition]
- « Prosper Legludic », dans le Dictionnaire des parlementaires français (1889-1940), sous la direction de Jean Jolly, PUF, 1960 [détail de l’édition]